# Saccifoliaceae
Saccifoliaceae is een botanische naam, voor een familie van tweezaadlobbige planten. Een familie onder deze naam wordt zelden erkend door systemen van plantentaxonomie, en ook niet door het APG-systeem (1998) en het APG II-systeem (2003): deze plaatsen de betreffende planten in de familie Gentianaceae.
De familie wordt wel erkend door het Cronquist-systeem (1981), dat deze familie plaatst in de orde Gentianales.